# Rolf Kern
Rolf Kern (* 20. Januar 1976 in Winterthur) ist ein ehemaliger Schweizer Unihockeyspieler und jetziger -trainer, welcher die Herrenmannschaft des HC Rychenberg Winterthur und die Schweizer Damennationalmannschaft trainierte. Ab dem 21. Januar 2022 war er Assistenztrainer der Schweizer Unihockeynationalmannschaft.

## Karriere

### Als Spieler
Kern durchlief alle Juniorenstationen des HC Rychenberg Winterthur, ehe er 1993 zum ersten Mal für die erste Mannschaft der Winterthurer auflief. Nach fünf erfolgreichen Jahren verliess Kern seinen Jugendverein in Richtung Graubünden. Für Rot-Weiss Chur spielte er sechs Jahre und reifte im Kader der Bündner zum Leistungsträger. Neben einem ausgeprägten Stürmerverhalten galt er ebenfalls als extrem ballsicher und zweikampfstark. Mit Chur gewann er in sechs Jahren vier Meisterschaften und vier Mal den Schweizer Cup. Nach seiner letzten Meisterschaft im 2004 verliess er aufgrund seiner beruflichen Tätigkeit den Serienmeister und wechselte zurück nach Winterthur. In Winterthur absolvierte er vier weitere Jahre, bevor er 2008 im Alter von 32 Jahren seine aktive Karriere beendete.
Für die Schweizer Nationalmannschaft absolvierte er 30 Länderspiele.

### Als Trainer

#### Red Ants Rychenberg und deutsche Nationalmannschaft
2008 wurde Kern als Trainer der Red Ants Winterthur vorgestellt. Während seiner vier Jahre bei den Red Ants wurde er mit seiner Mannschaft ein Mal Schweizer Meister, zwei Mal Cupsieger und nahm drei Mal am Europacup teil.
Am 3. August 2011 wurde er vom Nationaltrainer Deutschlands, Philippe Soutter, als Assistenztrainer verpflichtet. Soutter kannte Kern schon seit seiner Zeit beim HC Rychenberg Winterthur, wo er als Trainer von Kern amtete. Das Team qualifizierte sich für die Weltmeisterschaft 2012 in der Schweiz. Dort erreichte die Nationalmannschaft als Aussenseiter den vierten Schlussrang.

#### HC Rychenberg Winterthur
Am 8. Februar 2012 verkündete der HC Rychenberg Winterthur, dass Kern Nachfolger des scheidenden Rychenberg-Trainers Daniel Costa wird. Die erste Saison als Cheftrainer beendete seine Mannschaft nach regulärer Spielzeit auf dem siebten Rang. Damit war sie für die Play-offs berechtigt. Der erste Gegner wurde der zweitplatzierte SV Wiler-Ersigen. Die Play-off-Serie ging über sieben Spiele und endete mit einem Gesamtergebnis von 4:3 für die Winterthurer, die damit überraschend den amtierenden Schweizer Meister aus den Play-offs warfen. Im Halbfinal musste sich seine Mannschaft danach jedoch deutlich mit 1:4 geschlagen geben.
In seiner zweiten Saison qualifizierte sich der HCR nur aufgrund des besseren Torverhältnisses als achter Verein für die Play-offs. Als achtplatziertes Team musste der HCR zum Sieger der Qualifikation, zu den Tigers Langnau. Die ersten vier Spiele gingen allesamt zu Gunsten der Tigers Langnau aus, was bedeutete, dass die Saison für die Winterthurer beendet war.
Die Qualifikation der Saison 2014/15 beendete Rychenberg auf dem siebten Schlussrang. In den Play-offs musste sich das Team von Kern mit dem Zweitplatzierten UHC Alligator Malans messen. Das erste Spiel verlor die Mannschaft in der Turnhalle Lust in Maienfeld mit 6:3. Drei Tage später konnte seine Mannschaft in Winterthur die Alligatoren mit 16:5 bezwingen. In den restlichen drei Spielen konnten die Winterthurer das Momentum allerdings nicht nutzen und mussten sich dem UHC Alligator Malans geschlagen geben. Die Serie endete mit 4:1 für die Maienfelder.
Rychenberg Winterthur verstärkte die Mannschaft auf die Spielzeit 2015/16 mit Talenten aus dem Nachwuchs. Mit 46 Punkten qualifizierte sich Rychenberg als Vierter für die Play-offs. Gegner waren wie bereits 2013/14 die Tigers Langnau. Kern führte die Mannschaft mit vier Siegen in den Halbfinal, wo sie gegen den späteren Meister, den Grasshopper Club Zürich, ausschied. Nach seiner Wahl zum Cheftrainer der Damennationalmannschaft Anfang 2016 führte er das Amt des Cheftrainers des HC Rychenberg Winterthur daneben noch bis zum Ende der Saison 2016/17 weiter. Während seiner Zeit als Cheftrainer konnte Kern viele Talente in das Kader der ersten Mannschaft integrieren.

#### Schweizer Nationalmannschaft
Am 20. Januar 2016, seinem 40. Geburtstag, verkündete der Schweizer Unihockeyverband Swiss Unihockey, dass Kern per sofort die Damennationalmannschaft von Sascha Brendler übernehmen werde. Ab dem 21. Januar 2022 trat er dem Herrennationalmannschaftstrainerteam von David Jansson bei. Er ersetzte dort Esa Jussila als Assistenten und gab seinen Posten bei den Damen frei.